# Роллан, Пьер (шахматист)
Пьер Огю́ст Мари́ Ролла́н (фр. Pierre Auguste Marie Rolland, 9 сентября 1926, Бран — 10 февраля 1967, Кастельно-Ривьер-Бас) — французский шахматист, профессор философии. Один из сильнейших шахматистов Франции в период с середины 1950-х до середины 1960-х гг. Чемпион Франции 1956 г. (обошел по дополнительным показателям К. Лемуана). Серебряный призер чемпионатов Франции 1961, 1962 и 1966 г. (по дополнительным показателям уступил В. Берграсеру). Бронзовый призер чемпионатов Франции 1959 и 1963 гг. В составе сборной Франции участник международных матчей и командного первенства мира среди студентов.

## Биография
Шахматную карьеру начинал в Бордо. Выступал в соревнованиях с 17 лет.
В начале 1960-х гг. жил и работал в Алжире и редко участвовал в соревнованиях. Позже получил профессорскую должность в университете города Тарб.
В 1966 г. на турнире в Гавре поделил с М. Бобоцовым 6—7 места и выполнил норму международного мастера (присвоение звания не состоялось).
Получил приглашение участвовать в намеченном на 1967 г. крупном международном турнире в Монте-Карло (Франция имела две квоты). Погиб в автокатастрофе незадолго до начала турнира.

## Спортивные результаты
| Год  | Город    | Соревнование                                | + | − | = | Результат | Место |
| ---- | -------- | ------------------------------------------- | - | - | - | --------- | ----- |
| 1955 | Бухарест | Матч Румыния — Франция (против Г. Митителу) | 0 | 1 | 1 | ½ из 2    |       |
| 1956 | Виттель  | Чемпионат Франции                           |   |   |   |           | 1     |
|      | Уппсала  | Командное первенство мира среди студентов   |   |   |   |           |       |
| 1959 | Реймс    | Чемпионат Франции                           |   |   |   |           | 3     |
| 1961 | Париж    | Чемпионат Франции                           |   |   |   |           | 2     |
| 1962 | Париж    | Чемпионат Франции                           |   |   |   |           | 2     |
| 1963 | Париж    | Чемпионат Франции                           |   |   |   |           | 3—4   |
| 1964 | Бордо    | Международный турнир                        | 2 | 3 | 5 | 4½ из 10  | 14—17 |
| 1966 | Гавр     | Международный турнир                        | 4 | 3 | 4 | 6 из 11   | 6—7   |
|      | Гренобль | Чемпионат Франции                           | 4 | 0 | 7 | 7½ из 11  | 1—2   |